# Precious Illusions
Precious Illusions è una canzone scritta e prodotta da Alanis Morissette, e registrata per il suo sesto album Under Rug Swept del 2002. È stata pubblicata come secondo singolo dell'album.
La canzone parla del confronto fra realismo ed idealismo, e la cantante si riferisce ai propri ricordi di infanzia, definendoli "precious illusions" ("preziose illusioni"), prendendone distanza, come a voler dimostrare il passaggio all'età adulta.

## Tracce
CD1
1. "Precious Illusions" - 4:11
2. "Hands Clean" (acoustic) - 4:06

CD2
1. "Precious Illusions"
2. "Offer"
3. "Bent 4 U"

## Classifiche
| Chart (2002) | Peak position |
| ------------ | ------------- |
| Svizzera     | 95            |
| Olanda       | 79            |
| Italia       | 26            |
| Australia    | 41            |
| UK           | 53            |
| Canada       | 4             |